# Batalló Sagrat de Tebes

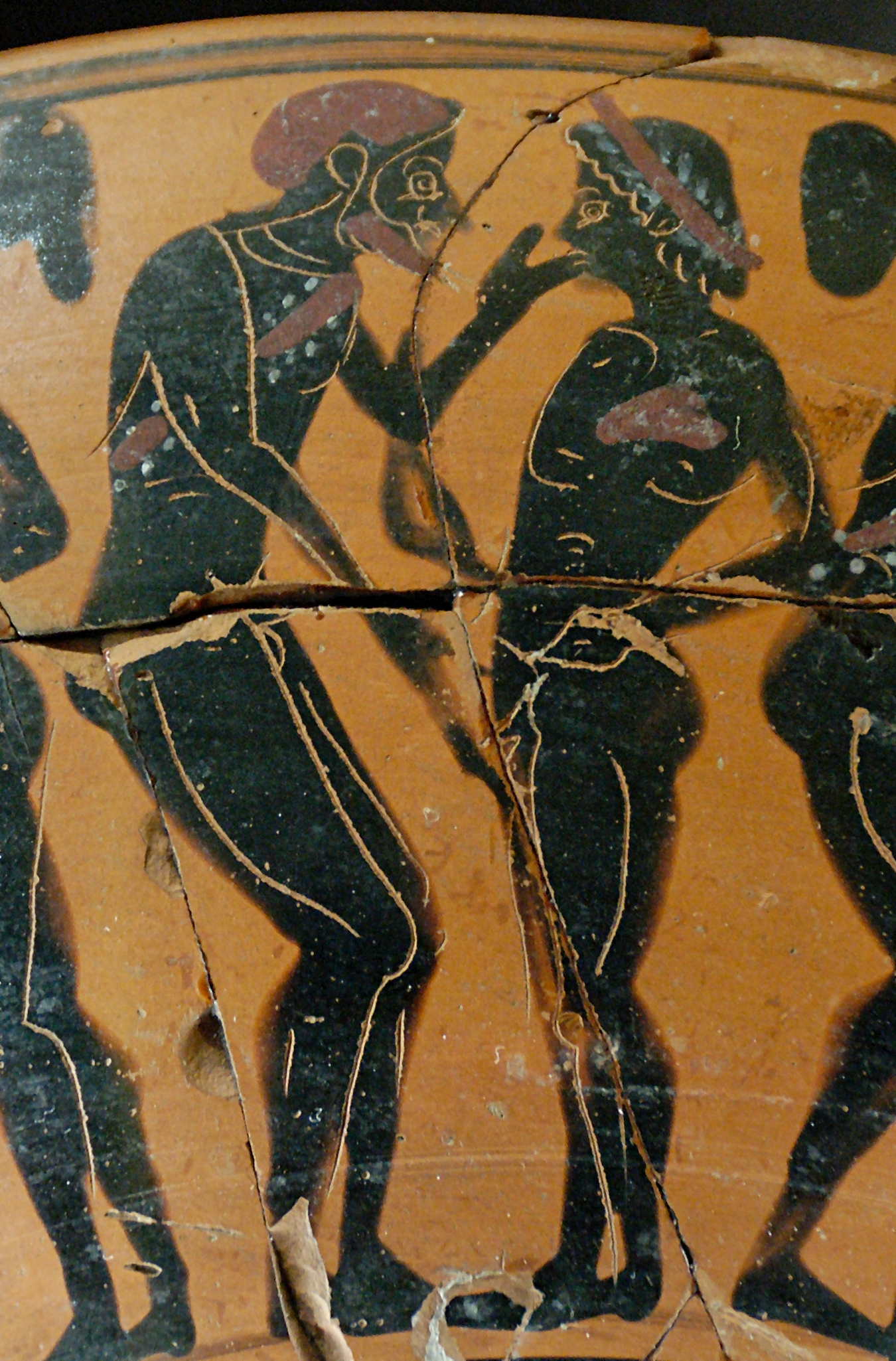
Escena de festeig pederasta. Detall d'un atuell de figures negres de l'Àtica, del segle IV a. de C.

El Batalló Sagrat de Tebes (en grec antic ἱερὸς λόχος / hieròs lókhos) era una unitat d'elit grega formada per 150 parelles d'amants, d'acord amb Plutarc (a la «Vida de Pelòpides») creada pel comandant tebà Gòrgides. Les parelles consistien en un membre de major edat o "heniochoi" (conductor) i un de més jove o "paraibatai" (company). La motivació per a l'ús de "l'exèrcit d'amants" en batalla l'expressa Plutarc:
"Per a homes de la mateixa tribu o família hi ha poc valor d'un per un altre quan el perill pressiona; però un batalló cimentat per l'amistat basada en l'amor, mai es trencarà i és invencible; ja que els amants, avergonyits de no ser dignes davant la vista dels seus estimats i els estimats davant la vista dels seus amants, desitjosos es llancen al perill per a l'alleugeriment dels uns i els altres".
D'acord amb Plutarc, Gòrgides inicialment va distribuir al Batalló Sagrat de Tebes al llarg de les seves línies de batalla com un cos d'elit per a enfortir la resolució dels altres, però llavors Pelòpides, després que el Batalló hagués lluitat amb èxit en la batalla de Tegira, el va usar com una espècie de guàrdia personal. Durant prop de 33 anys el Batalló Sagrat de Tebes va ser una part important de la infanteria grega.
La seva major derrota va succeir en la batalla de Queronea, que va ser la batalla decisiva en la qual Filip II de Macedònia i el seu fill Alexandre el Gran van acabar amb la independència de les ciutats estats gregues. Filip havia estat captiu a Tebes, on va aprendre les seves tàctiques militars. La resta de l'exèrcit tebà va fugir quan es va enfrontar a les aclaparadores forces de Filip i Alexandre, però el Batalló Sagrat, envoltat, es va mantenir ferm i van caure on estaven. Plutarc refereix que Filip, davant la visió dels cadàvers apilonats i entenent de qui eren, va exclamar: «Mori l'home que sospiti que aquests homes o van sofrir o van fer alguna cosa inadequadament».
Encara que Plutarc afirma que els tres-cents components del batalló van morir aquest dia, altres escriptors afirmen que dos-cents cinquanta van morir, i que la resta solament van ser ferits. Aquestes dades van ser verificades en la seva tomba comunal a Queronea, en la qual van ser trobats dos-cents cinquanta-quatre esquelets, alineats en set files.

## Homosexualitat entre militars

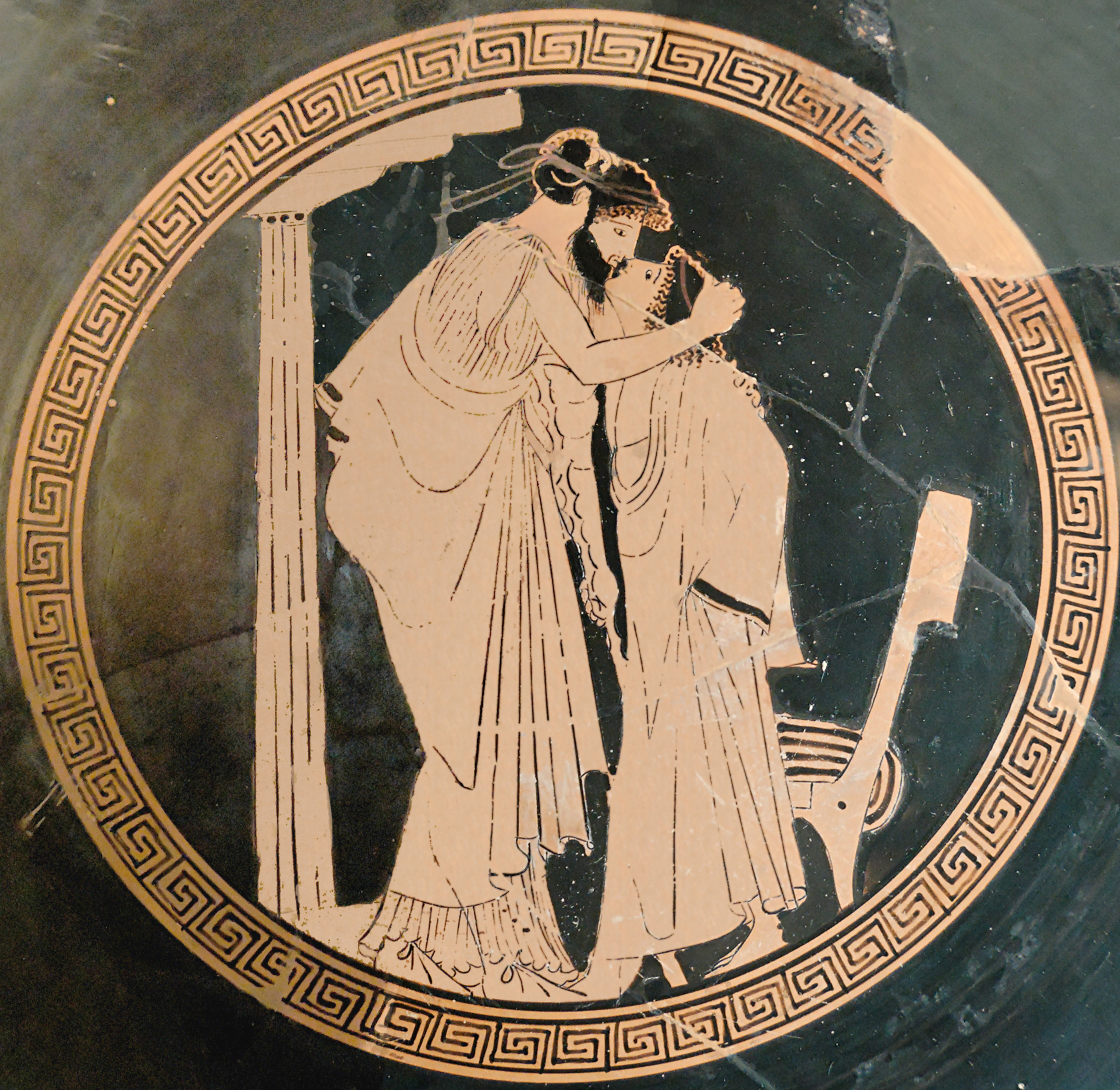
Kylix àtic que representa un amant (ἐραστής) besant el seu amat (ἐρώμενος). Les representacions d'escenes pederàstiques són abundants en l'art grec.

El Batalló Sagrat de Tebes, una unitat militar separada de la resta i reservada únicament a homes i els seus joves estimats, és normalment considerat com el primer exemple de com a l'antiga Grècia s'usava l'amor entre soldats de la tropa per estimular el seu esperit combatiu. Els tebans atribuïen al Batalló Sagrat el poder de Tebes durant la generació anterior a la seva caiguda davant Filip II de Macedònia, que va quedar tan impressionat davant del seu valor en combat que va manar construir un monument que encara avui es manté en peus en el lloc on es van enterrar als soldats. També va criticar durament les opinions que els espartans tenien del Batalló. Diu Plutarc en la seva obra Pelòpides:
Morin els que hagin pogut pensar que entre semblants homes hagi pogut haver-hi res reprensible.
En la mateixa obra, Plutarc cita també l'opinió de Pammenes de Tebes:
El Nèstor d'Homer no va ser molt hàbil capitanejant un exèrcit quan va ordenar que els grecs formessin per tribus (...), doncs havia d'haver unit els amants amb els seus estimats. Perquè els homes de la mateixa tribu es valoren molt poc els uns als altres quan el perill aguaita; però un grup cimentat en l'amistat basada en l'amor mai serà separat doncs, tement l'afront, els amants pels estimats, i aquests per aquells, així perseveren en els perills els uns pels altres.
Aquestes unions estan reflectides en episodis de la mitologia grega, com l'heroica relació entre Aquil·les i Pàtrocle en l'Ilíada, on pel que sembla la seva unió va estimular tant la moral com la valentia. Les unions a l'exèrcit prenien la forma típica de pederàstia, sent escasses les relacions més igualitàries. Aquestes relacions han quedat documentades per molts historiadors grecs i en discursos filosòfics, així com en descortesos esments com la de Filip II de Macedònia, recollida per Plutarc:
Trobem que la majoria de les nacions guerreres són més addictes a l'amor, com els beocis, els lacedemonis i els cretencs. I entre els més antics herois cap va ser tan amorós com Meleagre, Aquil·les, Aristòmenes, Cimó o Epaminondes; l'últim dels quals va tenir com a concubins Asòpic i Cafisodor, que va ser assassinat al seu costat en la Batalla de Mantinea i jeu enterrat molt proper a ell.
Durant la Guerra Lelantina entre Eretria i Calcis, abans d'una decisiva batalla els calcidians van demanar ajuda a un guerrer anomenat Cleòmac. Ell va respondre la seva petició portant el seu amant perquè observés. Liderant la càrrega contra els eretris, va portar Calcis a la victòria pagant com a preu la seva pròpia vida. Els calcidians li van erigir una tomba al mercat en gratitud i van adoptar la pederàstia.